# Heinrich Ewertz
Heinrich Ewertz (* 1852; † 1916) war ein deutscher Fotograf.

## Leben
Ewertz war ursprünglich Volksschullehrer und betrieb die Fotografie nur als Hobby. Als einer der Pioniere der Farbfotografie experimentierte er mit Lumière-Autochromplatten. Im Rheinischen Bildarchiv in Köln haben sich ca. 140 Autochrome im Nachlass Ewertz' erhalten, die 2008 als Schenkung an das Archiv kamen.